# Малинівська сільська територіальна громада
Малинівська сільська громада — територіальна громада в Україні, в Пологівському районі Запорізької області. Адміністративний центр — село Малинівка.
Утворена 3 серпня 2018 року шляхом об'єднання Малинівської, Новозлатопільської, Полтавської та Приютненської сільських рад Гуляйпільського району.
12 червня 2020 року приєднана Любимівська сільська рада.
19 липня 2020 року, в результаті адміністративно-територіальної реформи та ліквідації Гуляйпільського району, громада увійшла до складу Пологівського району.

## Населені пункти
До складу громади входять 13 сіл: Вишневе, Левадне, Любимівка, Малинівка, Новодарівка, Новозлатопіль, Новоукраїнське, Ольгівське, Охотниче, Полтавка, Приютне, Ремівка та Степове.